# Volkswagen Autovehicule Comerciale
Volkswagen Commercial Vehicles este o marcă germană de vehicule comerciale ușoare, deținută de Volkswagen Group. Are sediul în Hanovra, Saxonia Inferioară, Germania. Inițial parte a Volkswagen Passenger Cars (zona de afaceri), a funcționat ca o marcă separată din 1995.

## Produse

### Modele actuale

#### Derivat din mașină
- Volkswagen Caddy
- Volkswagen Saveiro

#### Dube
- Volkswagen Transporter
- Volkswagen Caravelle
- Volkswagen California
- Volkswagen Crafter

#### Autorulote
- Volkswagen California

#### Camionete
- Volkswagen Amarok

### Modele istorice
- Volkswagen LT